# Mauzoleum průmyslníka Josefa Schrolla
Mauzoleum průmyslníka Josefa Schrolla je honosná pohřební kaple na jižním úbočí kopce nad osadou Hradec v osadě Lhotsko, části obce Liběšice v okrese Litoměřice, která byla postavena podle projektu arch. Ludwiga Zettla v letech 1880–1900. Rodině Schroll patřil liběšický velkostatek v letech 1871–1945.
Rodinnou hrobku nechal postavit pro svoji rodinu broumovský velkopodnikatel Josef Edler Schroll, poslední majitel Liběšického panství. Mauzoleum je státem chráněnou památkou.

## Historie hrobky
Hrobka byla budována poměrně dlouhou dobu. Stavět se začalo roku 1880, ač první plány stavitel Ludwig von Zettl vyhotovil už v polovině roku 1878 (původní plány se dochovaly, plány finální podoby hrobky ale nalezeny nebyly). Impulzem pro stavbu honosné průmyslnické hrobky mohla být smrt druhé manželky Eleonory (zemř. 1878) zadavatele stavby Josefa Schrolla. Dokončena byla teprve na konci století a schválena komisí okresního úřadu k užívání povolením z 19. června 1900. Stavba nebyla pouze hrobkou, ale i neveřejnou kaplí, proto byla se souhlasem papežské kurie 14. listopadu 1901 levínským farářem vysvěcena a zasvěcena sv. Josefu.
První členové rodiny, kteří byli do té doby uloženi v hrobce na hřbitově v Liběšicích, sem byli slavnostně převezeni 21. listopadu 1901.

## Architektura
Stavbu prováděl litoměřický architekt Alois Mytteis, podle návrhu tehdy populárního vídeňského architekta Zettla. Volba architekta i celkové pojetí stavby odpovídaly mimořádným finančním možnostem průmyslníka Schrolla. Na stavbu byly použity cihly a vápno z Litoměřic, pískovec na fasády pocházel od německé Pirny. Výmalbu provedl pražský malíř Eduard Fränzel.
Mauzoleum stojí na půdorysu rovnoramenného řeckého kříže, jehož krátká ramena vybíhají ze středového oktagonu. Stavba není přesně orientována podle světových stran, ale podle otevřeného výhledu do krajiny, k němuž je natočena jediným vchodem, honosným portálem, jehož ostění dominují válcové sloupy s atickými patkami a jónskými hlavicemi. V době svého vzniku se nacházela na panství Josefa Schrolla, na jehož větší část byl z tohoto bodu krásný výhled. Vlastní motivace zadavatele stavby k volbě tohoto místa ale není známa. Stavba je pojata v historizujícím (antikizujícím, novorenesančním) duchu, má jedno podzemní a jedno nadzemní patro. Rizality (ramena kříže), jejichž čelní a boční stěny člení pilastry s jónskými hlavicemi sestavené z kamenicky opracovaných dílů, jsou ukončeny nízkými trojúhelníkovými štíty se sedlovými stříškami. Vnitřní oktagon nad kladím přechází v nízký kruhový tambur završený vysokou kupolovitou střechou s kruhovou lucernou s kupolovitou stříškou, na jejímž vrcholku je umístěna oplechovaná hrotnice s kulovou plechovou makovicí s litinovým křížem. 
Původně měděná krytina střechy byla v minulosti nahrazena eternitem. Doba a motivace výměny střešního materiálu není známa. Interiér kaple i krypty je zaklenut a zachovala se i původní dekorativní výmalba imitující mramor a kvádrové zdivo. Převažující barvy ostatní výmalby (geometrické a vegetabilní motivy) jsou modrá a červená. 
Krypta je s přízemím spojena schodištěm, které začíná za oltářem a je odděleno mříží. Rakve se spouštěly pomocí ručního výtahu (kozový naviják) zamřížovaným otvorem v podlaze. Každé rameno kříže mohlo poskytnout prostor až pro 3 kovové sarkofágy. Hrobka je místem posledního odpočinku jen 7 členů Schrollovy rodiny, včetně jejího zakladatele.

## Současnost
Veškeré dochované vybavení hrobky, včetně původního oltáře a rakví, bylo poškozeno vandaly. Hrobka v majetku Lesů ČR dlouhé roky chátrala. V letech 2017 a 2018 došlo k rozsáhlé rekonstrukci financované ze státních dotací a příspěvku Ústeckého kraje, včetně opravy střechy a položení nové kovové střešní krytiny, iniciované Spolkem pro obnovu památek Úštěcka, jejíž vůdčí osobností je Tomáš Hlaváček. 
Další podobně okázalé antikizující průmyslnické hrobky ze stejné doby lze nalézt v Sobotíně (okres Šumperk) nebo v Novém Městě pod Smrkem (okres Liberec).